# 林肯郡旗
林肯郡旗（flag of Lincolnshire）是英國英格蘭林肯郡的郡旗，於2005年10月24日開始使用。這面旗幟系由公投選出，獲選方案的設計者是Michelle Andrews，他是BBC林肯郡的網頁製作員。